# أليخاندرو بييرولا
أليخاندرو بييرولا (بالإسبانية: Alejandro Pierola)‏ مواليد 20 نوفمبر 1949 في سانتياغو، هو لاعب كرة مضرب تشيلي سابق وكان يلعب باليد اليمنى. أعلى تصنيف له في الفردي كان المركز الـ 82 في سنة 1979. أعلى تصنيف له في الزوجي كان المركز الـ 174 في سنة 1983.

## النهائيات

### الفردي: (1)
| الرقم | السنة | الدورة           | الأرضية | المنافس في النهائي | النتيجة في النهائي |
| ----- | ----- | ---------------- | ------- | ------------------ | ------------------ |
| 1.    | 1981  | باريولي, إيطاليا | ترابية  | كورادو بارازوتي    | 6–4, 3–6, 6–4      |